# サルファングアク
サルファングアク（旧称: Sarfannguaq / Sarfánguaq）とはグリーンランドのケカッタ自治体に属する町。シシミウトから36キロメートル東のサルファングアク島に位置する。2024年時点の人口は97人。